# Wilhelm Ludwig Krafft

Wilhelm Ludwig Krafft

Johann Wilhelm Ludwig Krafft (Guilelmus Ludovicus Krafft) (* 8. September 1821 in Köln; † 7. Januar 1897 in Bonn) war Theologieprofessor in Bonn.

## Leben
Seine Eltern waren der Kölner Konsistorialrat Johann Gottlob Krafft und seine zweite Frau Louise, geb. Vorster (1797–1864). Von den sieben Geschwistern erreichten außer seinem Halbbruder Karl Johann Friedrich Wilhelm Krafft nur seine beiden Schwestern Maria (1828–1911) und Elise Bernhardine Christine Anna (1829–1901) das Erwachsenenalter. Er besuchte das Friedrich-Wilhelm-Gymnasium zu Köln und machte dort 1839 das Abitur. Von 1839 bis 1844 studierte er anschließend Theologie in Bonn und Berlin. In Bonn schloss er sich dem Corps Rhenania an. Nach dem Studium unternahm er eine Studienreise durch verschiedene Regionen Deutschlands und Griechenlands, wobei er unterwegs das Grab des 1767 ermordeten Winckelmann im italienischen Triest besuchte, und per Schiff auf den afrikanischen Kontinent fuhr. Der fünfte und letzte Brief an seine Mutter kam aus „Kairo, Egypten“. 1846 habilitierte er sich mit einer Arbeit zur Topografie (Kartografie) Jerusalems. Ab 1850 war er in Bonn als außerordentlicher und ab 1860 als ordentlicher Professor der Theologie tätig, wo er vor allem für sein Wirken als Leiter des evangelisch-theologischen Seminars in Bonn bekannt war. 1866/67 amtierte er als Rektor der Universität. 1881 wurde er zum Konsistorialrat der Rheinprovinz ernannt. Aufgrund seiner außerordentlichen Verdienste um das evangelisch-theologische Seminar in Bonn wurde er Ehrenphilister des Bonner Wingolf. In der Bonner Südstadt ließ sich Krafft nach Plänen des Stadtbaumeisters Paul Richard Thomann eine Villa (Weberstraße 57) erbauen.

## Ehe und Kinder
Er heiratete Frieda (eigentlich Friderike) (1828–1906), die Tochter von Friedrich von Scheibler jun. (1803–1828) und Dorothee, geb. Pastor aus Aachen:
- Friedrich Krafft (1852–1923) wurde Chemiker
- Emil Krafft (* 1854); wurde Arzt in Stuttgart
- Maria Krafft (* 1861); blieb unverheiratet
- noch ein Nachkömmling (* 2. Juni 1869), möglicherweise Albert Krafft, Chemiker.

## Werke
- Die Topografie Jerusalems
- Die Kirchengeschichte der germanischen Völker. Bd. 1 Abteilung 1: Die Anfänge der christlichen Kirche bei den germanischen Völkern In zwei Bänden
- Die Deutsche Bibel vor Luther, sein Verhältniss zu derselben und seine Verdienste um die deutsche Bibelübersetzung
- Kirchliche Zustände in den skandinavischen Ländern Dänemark, Norwegen, Schweden; mit Moritz Luettke
- Briefe und Dokumente von der Zeit der Reformation im 16. Jahrhundert nebst Mittheilungen über Kölnische Gelehrte und Studien im 15. und 16. Jahrhundert; Elberfeld 1876; zusammen mit Wilhelm Ludwig Krafft. Digitalisierte Ausgabe